# 명지초등학교 (충남)
명지초등학교는 대한민국 충청남도 서산시 대산읍 대로리에 있는 공립 초등학교이다.

## 학교 연혁
- 1950년 3월 1일: 대산국민학교 대죽분교장 설립
- 1956년 5월 9일: 명지국민학교 승격인가
- 1959년 6월 1일: 대산국민학교 오지분교장 본교에 이관
- 1963년 1월 1일: 오지국민학교 승격인가
- 1964년 10월 1일: 삼길포분실 개교
- 1968년 3월 1일: 삼길포분교장 승격
- 1969년 3월 1일: 삼길분교장 설립인가
- 1996년 3월 1일: 명지초등학교로 학교명칭 변경
- 2003년 3월 1일: 삼길분교장 통폐합, 33학급 편성
- 2004년 3월 1일: 대진초등학교 분리, 18학급 편성
- 2005년 2월 17일: 제49회 졸업 (99명, 총5984명)
- 2005년 3월 1일: 시지정 시범학교 운영 (과학교육)
- 2012년 3월 1일: 14학급 편성 총 345명
- 2016년 3월 2일: 13학급 편성 총 236명

## 참고 문헌
- 명지초등학교 - 한국교육학술정보원 학교알리미